# Eois leprosa
Eois leprosa là một loài bướm đêm trong họ Geometridae.